# Glacier du Châtelet
Le glacier du Châtelet, en italien Ghiacciaio del Châtelet, est un glacier d'Italie situé dans le massif du Mont-Blanc, dans le val Vény.

## Géographie
Le glacier naît sur l'adret de l'aiguille Croux, au sud du mont Blanc de Courmayeur, à environ 3 000 mètres d'altitude et s'épanche vers le sud,. Il est entouré à l'ouest par le glacier du Brouillard et à l'est par le glacier de Frêney,.

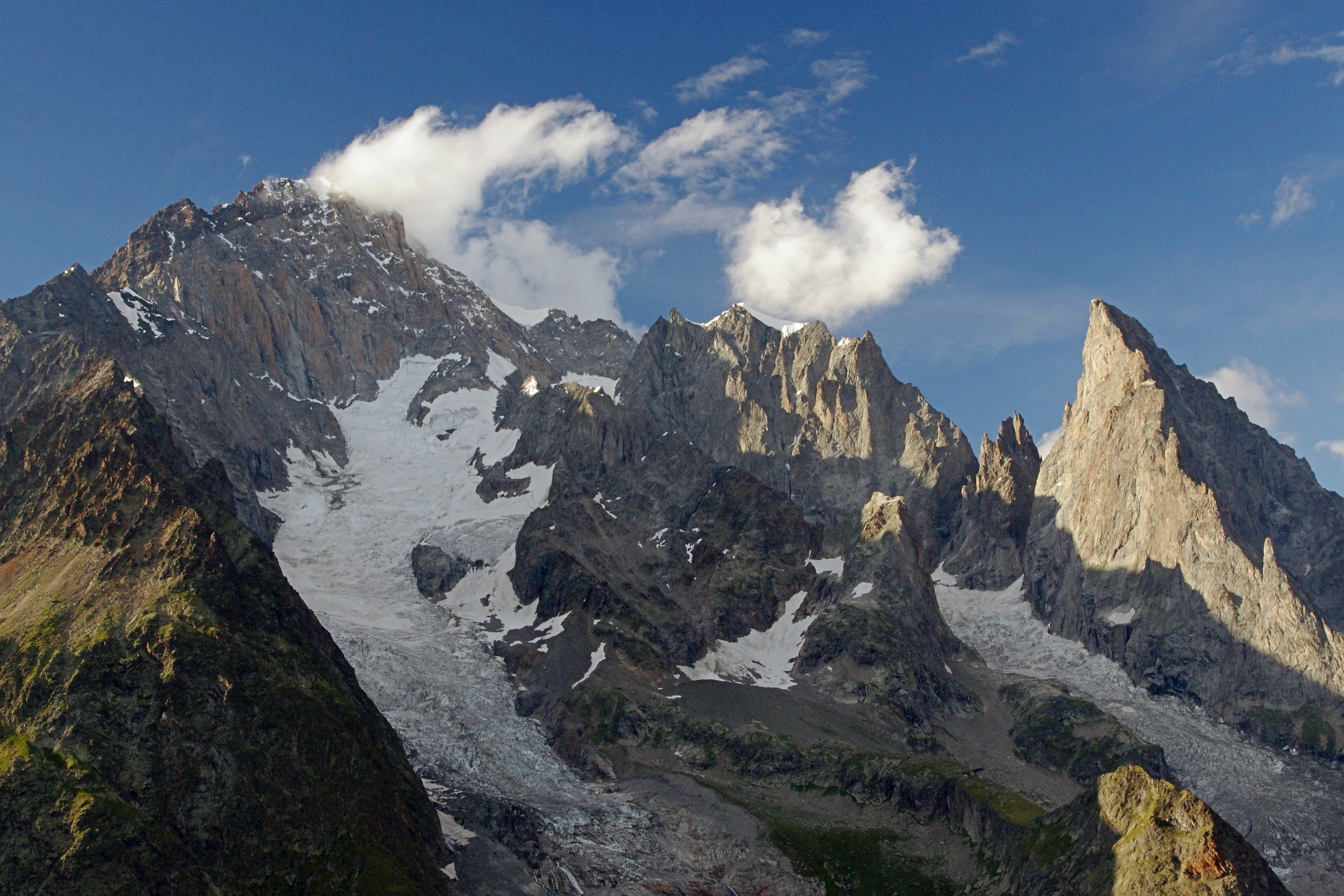
Le glacier du Châtelet encadré à gauche par le glacier du Brouillard et à droite par le glacier de Frêney sur l'adret du mont Blanc de Courmayeur.